# إلى الشمال من الخميس (رواية)
رواية إلى الشمال من الخميس (بالإنجليزية: North from Thursday)‏ هي رواية للكاتب الأسترالي جون كليري. نشرت عام 1960.
تدور حول ثوران بركان مما يجبر مجموعة من الناجين على الفرار عبر البلاد. تستند القصة إلى ثورة جبل لامينجتون عام 1951.
كان كليري متحمساً لكتابة الرواية لأنه كان مهتما باستكشاف مفهوم أستراليا كقوة استعمارية، وقام بزيارة غينيا الجديدة مع زوجته.
لم تحقق مبيعات كبيرة في أستراليا ولكنها حققت أداءا جيدا في بلدان أخرى.